# Бизов Борис Васильович
Бори́с Васи́льович Би́зов (10 серпня 1880 — 27 липня 1934) — російський радянський хімік, працював у галузі каучуку та гуми. 
З 1918 професор ленінградських вузів: 2-го Політехнічного і Пед. інститутів, завідувач кафедри технології каучуку Технологічного інституту з 1923. 
Дослідив діяння прискорювачів вулканізації. Розробив теорію вулканізації каучуку і промисловий спосіб одержання синтетичного каучуку з нафтопродуктів. 
Створив школу рад. хіміків-гумовиків.